# Lokma

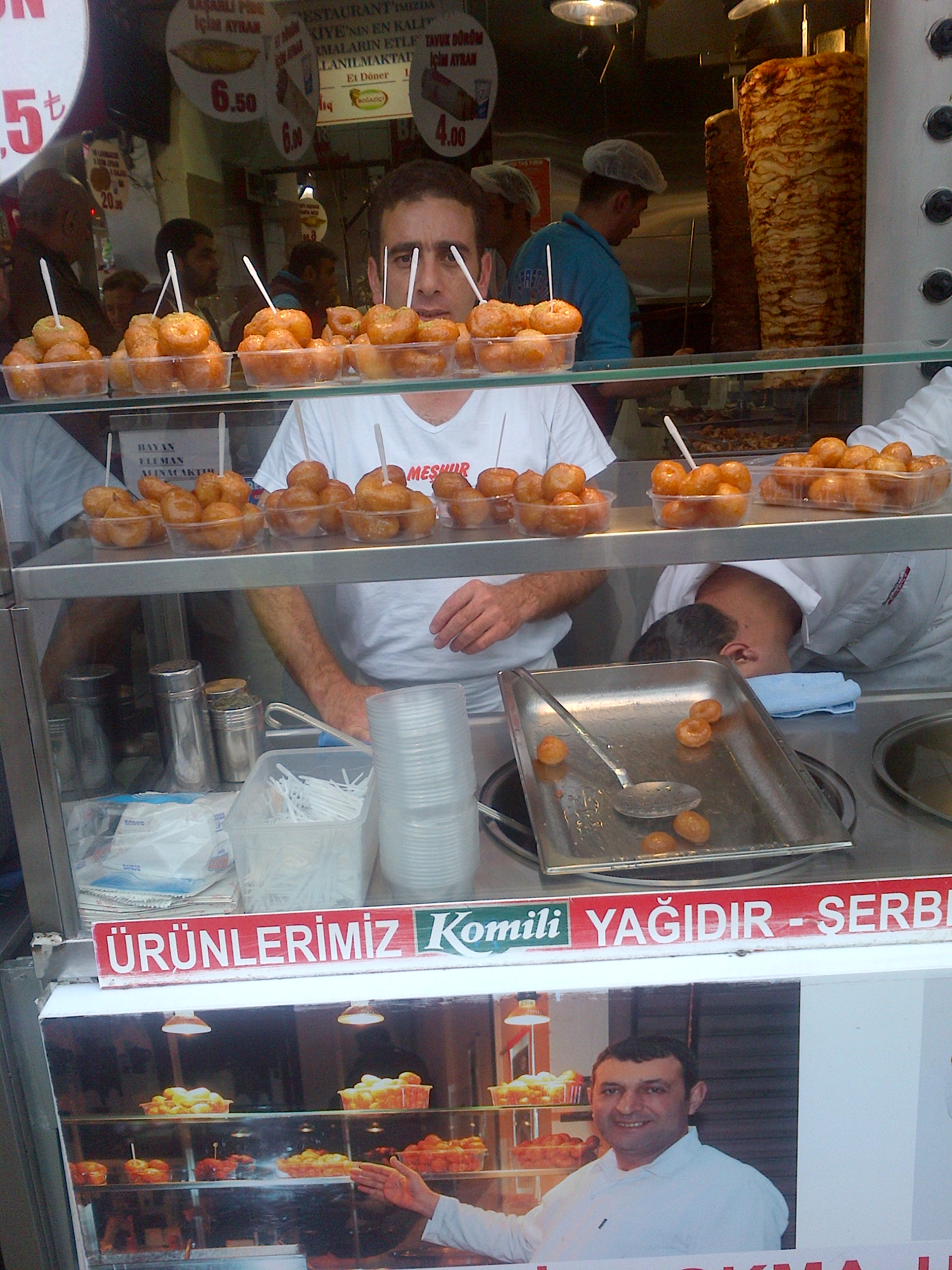
Lokma.

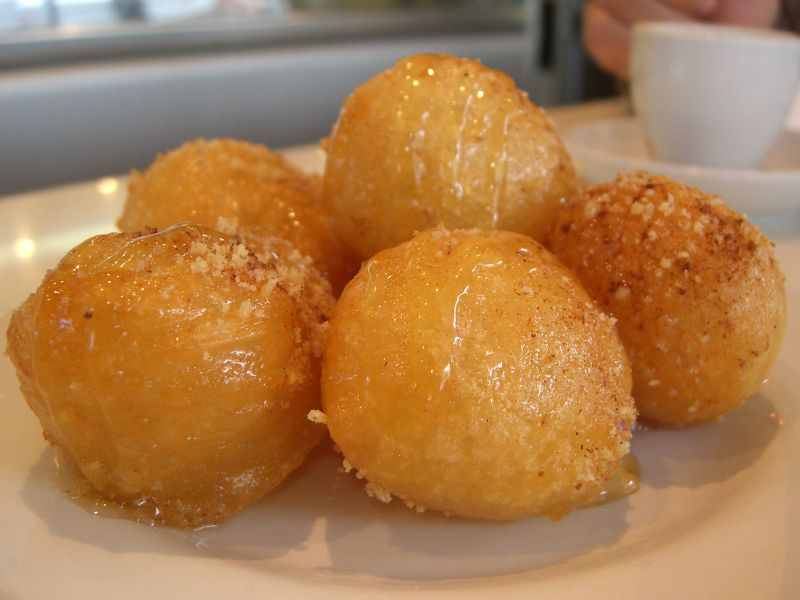
Loukoumades.

Lokma (turco [lok'ma]), luqmat al-qadi (árabe: لقمة القاضي), loukoumas (griego λουκουμάς [luku'mas], plural λουκουμάδες loukoumades) es un dulce muy popular en Grecia, Turquía y en Medio Oriente. Está compuesto de una masa de pan frita a la que se le recubre de almíbar, o miel y se agrega canela, y a veces se cubre su superficie con semillas de sésamo.

## Características y variantes

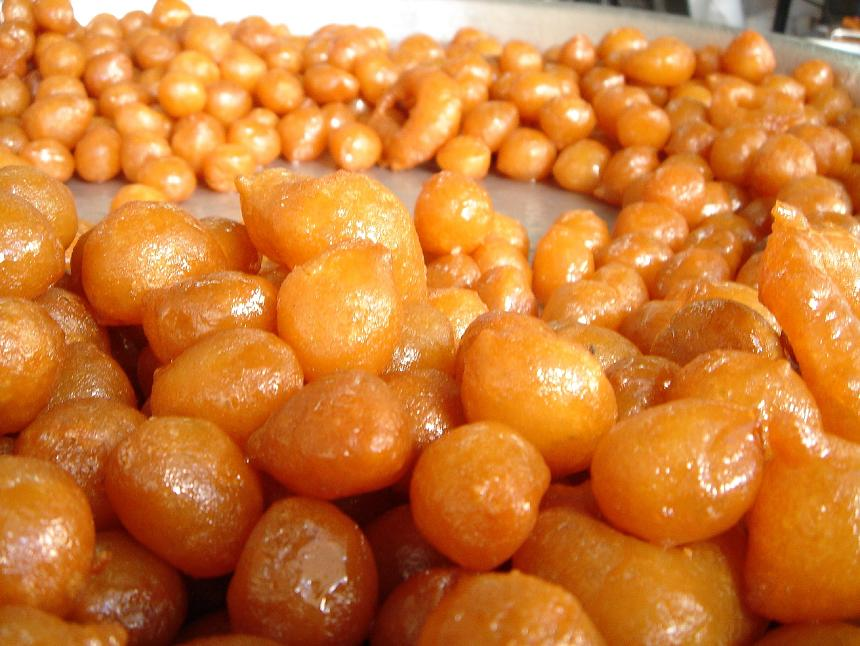
En Damasco.

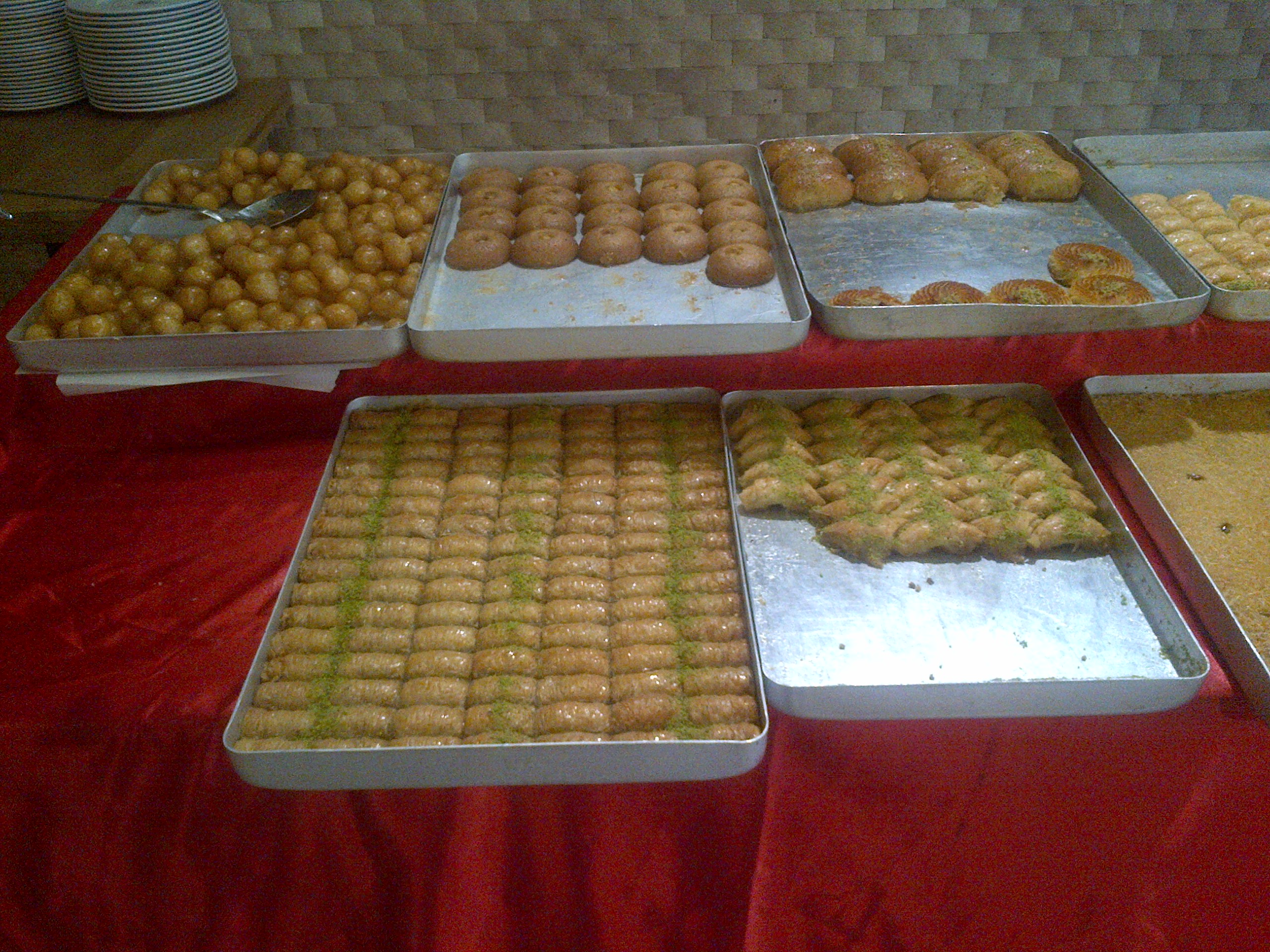
Una selección de postres turcos: Baklava, şöbiyet y kadayıf están en primera fila, de izquierda a derecha. Detrás: Lokma, şekerpare, kalburabastı, un postre de "lor" (queso blanco sin sal) y de nuevo baklava.

Este dulce se denomina entre los judíos sefardíes zvingous o zvingoi, y es ingerido durante las celebraciones del Hanukkah. Se ha reclamado que este dulce fue inventado por los judíos romaniotas, pensando que el nombre puede derivar del alemán medieval swinge.
En Turquía, los lokma se distribuyen de forma tradicional en los funerales (lokma dökmek), y también lo venden los vendedores ambulantes durante los festivales.
Existen otros tipos de dulces elaborados con masas fritas en aceite en las cocinas mediterráneas, de Oriente Medio y del Sur de Asia, desde el zeppole italiano, hasta los yalebis y gulab-yamun de la India.